# 秋田県教育委員会

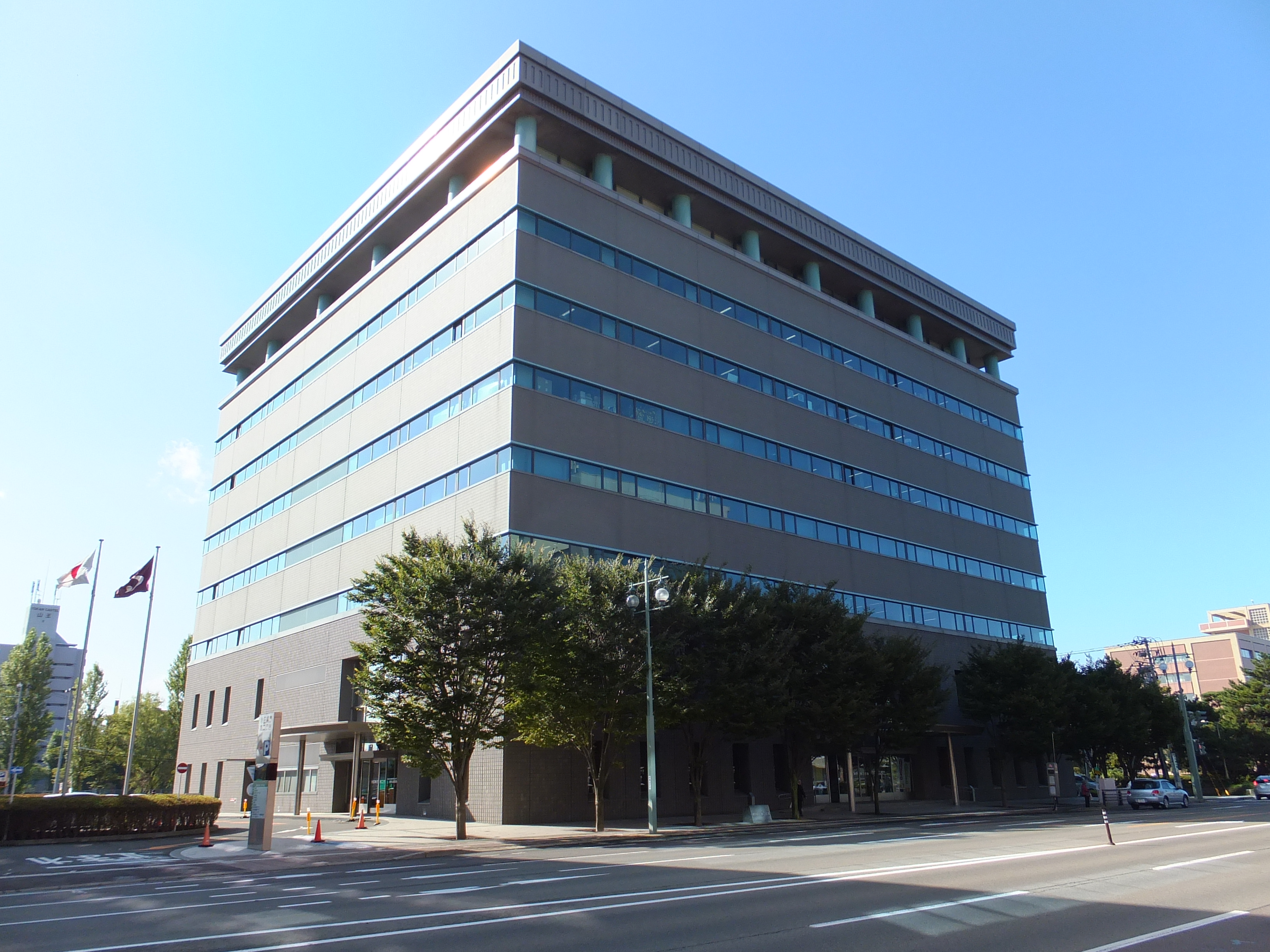
秋田県第二庁舎

秋田県教育委員会（あきたけんきょういくいいんかい）は、秋田県の教育委員会である。

## 概要
秋田県内の教育に関する事務を所掌する行政委員会であり、教育長及び5人の委員で構成される。
広義では、教育委員会の執行機関である教育委員会事務局（秋田県教育庁と称する）を含めて、教育委員会と呼ぶこともある。教育委員会の事務の執行責任者であり、事務局の長である教育長は、従前は教育委員会の委員を兼任していたが、平成26年6月20日法律第76号による改正（2015年4月1日施行）により、教育長の資格で教育委員会の構成員となった。また委員から互選されていた教育委員長は廃止され、教育委員会の議事は教育長が行う。

## 会議体
- 定例会
毎月1回開催される[6]。
- 臨時会
教育長が必要であると認めるとき又は教育委員2人以上の者から書面で会議に付議すべき事件を示して、請求があったときに開催される[7]。

## 組織

### 秋田県教育委員会
- 教育長[4]
- 教育委員[1]

### 秋田県教育庁
本庁、教育事務所及び払田柵跡調査事務所が置かれている。

#### 本庁
- 教育長[4][5]
- 教育次長
教育長を補佐する[9]。教育長に事故があるとき、又は教育長が欠けたときは、あらかじめその指名する委員がその職務を行う[10]が、教育委員会の会議を主宰する職務を除き、教育次長に代理させるとなっている[11]。
- 総務課[12]
  - 施設整備室[13]
- 教職員給与課[12][14]
- 幼保推進課[12]
- 義務教育課[12]
- 高校教育課[12]
- 特別支援教育課[12]
- 生涯学習課[12]
  - 文化財保護室[15]
- 保健体育課[12]
- 福利課[12]

#### 教育事務所
- 北教育事務所（北秋田地域振興局内）[16]…大館市、北秋田市、北秋田郡
  - 北教育事務所鹿角出張所（鹿角地域振興局内）[17]…鹿角市、鹿角郡
  - 北教育事務所山本出張所（山本地域振興局内）[17]…能代市、山本郡
- 中央教育事務所（秋田地方総合庁舎内）[16]…秋田市、男鹿市、潟上市、南秋田郡
  - 中央教育事務所由利出張所（由利地域振興局内）[17]…由利本荘市、にかほ市
- 南教育事務所（横手市役所水道庁舎3F）[16]…横手市
  - 南教育事務所仙北出張所（仙北地域振興局内）[17]…大仙市、仙北市、仙北郡
  - 南教育事務所雄勝出張所（雄勝地域振興局内）[17]…湯沢市、雄勝郡

#### 払田柵跡調査事務所
- 払田柵跡調査事務所
払田柵跡史跡の発掘、環境整備および出土品調査研究に関する事務を分掌する[18]。

## 所在地
- 〒010-8580 秋田県秋田市山王三丁目1番1号 秋田県第二庁舎6,7F
- 〒010-0951 秋田県秋田市山王四丁目1番2号 秋田県秋田地方総合庁舎5F

## 参考・外部リンク
- 秋田県教育委員会